# Donizete Oliveira
Donizete, właśc. Donizete Francisco de Oliveira (ur. 21 lutego 1968 w Bauru) – piłkarz brazylijski, występujący podczas kariery na pozycji pomocnika.

## Kariera klubowa
Karierę piłkarską Donizete rozpoczął w klubie Fluminense Rio de Janeiro w 1985. W lidze brazylijskiej zadebiutował 12 października 1987 w przegranym 0-1 meczu z EC Bahia. Z Flu zdobył mistrzostwo stanu Rio de Janeiro – Campeonato Carioca w 1985. W latach 1990–1992 występował w Grêmio Porto Alegre a 1992–1994 w Bragantino Bragança Paulista. Rok 1995 Donizete spędził w São Paulo FC.
Najlepszym okresem w karierze Donizete była gra w Cruzeiro EC. Z Cruzeiro zdobył Copa Libertadores 1997 (Donizete wystąpił w obu meczach finałowych ze Sportingiem Cristal Lima), Recopa Sudamericana w 1997, dwukrotnie Copa do Brasil w 1996 i 2000 oraz mistrzostwo stanu Minas Gerais – Campeonato Mineiro w 1996 i 1997. W 1998 był zawodnikiem Vitórii Salvador, z którym zdobył mistrzostwo stanu Bahia – Campeonato Baiano. W 2001 Donizete zdecydował się na transfer do Japonii do Urawa Red Diamonds.
Po pół roku powrócił do Brazylii, gdzie został zawodnikiem CR Vasco da Gama, w którym wkrótce zakończył karierę. W barwach Vasco 2 grudnia 2001 w zremisowanym 2-2 meczu z Santosem FC Donizete wystąpił po raz ostatni w lidze brazylijskiej. Ogółem w latach 1987–2001 wystąpił w lidze w 266 meczach, w których strzelił 6 bramek.

## Kariera reprezentacyjna
W reprezentacji Brazylii Donizete zadebiutował 12 września 1990 w przegranym 0-3 towarzyskim meczu z reprezentacją Hiszpanii. Ostatni raz w reprezentacji Donizete wystąpił 8 października 2000 w wygranym 6-0 meczu eliminacji Mistrzostw Świata 2002 z reprezentacją Wenezueli.
| Mecze i gole w reprezentacji | Mecze i gole w reprezentacji | Mecze i gole w reprezentacji | Mecze i gole w reprezentacji | Mecze i gole w reprezentacji | Mecze i gole w reprezentacji | Mecze i gole w reprezentacji |
| #                            | Data                         | Miasto                       | Przeciwnik                   | Gol                          | Wynik                        | Rozgrywki                    |
| ---------------------------- | ---------------------------- | ---------------------------- | ---------------------------- | ---------------------------- | ---------------------------- | ---------------------------- |
| 1.                           | 12.09.1990                   | Gijon                        | Hiszpania                    |                              | 0:3                          | towarzyski                   |
| 2.                           | 17.10.1990                   | Santiago                     | Chile                        |                              | 0:0                          | towarzyski                   |
| N1.                          | 31.10.1990                   | Mediolan                     | Reszta Świata                |                              | 1:2                          | towarzyski                   |
| 3.                           | 08.11.1990                   | Belém                        | Chile                        |                              | 0:0                          | towarzyski                   |
| 4.                           | 27.02.1991                   | Campo Grande                 | Paragwaj                     |                              | 1:1                          | towarzyski                   |
| 5.                           | 27.03.1991                   | Buenos Aires                 | Argentyna                    |                              | 3:3                          | towarzyski                   |
| 6.                           | 08.10.2000                   | Maracaibo                    | Wenezuela                    |                              | 6:0                          | el. MŚ 2002                  |